# Іст-Пасадена (Каліфорнія)
Іст-Пасадена (англ. East Pasadena) — переписна місцевість (CDP) в США, в окрузі Лос-Анджелес штату Каліфорнія. Населення — 6021 особа (2020).

## Географія
Іст-Пасадена розташований за координатами 34°8′12″ пн. ш. 118°4′39″ зх. д. / 34.13667° пн. ш. 118.07750° зх. д. (34.136798, -118.077535).  За даними Бюро перепису населення США в 2010 році переписна місцевість мала площу 3,43 км², з яких 3,41 км² — суходіл та 0,01 км² — водойми.

## Демографія
Згідно з переписом 2010 року, у переписній місцевості мешкали 6144 особи в 2096 домогосподарствах у складі 1514 родин. Густота населення становила 1793 особи/км².  Було 2184 помешкання (638/км²).
Расовий склад населення:
| - 51,8 % — білих - 25,9 % — азіатів - 3,0 % — чорних або афроамериканців - 0,8 % — корінних американців - 0,1 % — вихідців з тихоокеанських островів - 13,9 % — осіб інших рас |

До двох чи більше рас належало 4,5 %. Частка іспаномовних становила 34,8 % від усіх жителів.
За віковим діапазоном населення розподілялося таким чином: 21,2 % — особи молодші 18 років, 63,2 % — особи у віці 18—64 років, 15,6 % — особи у віці 65 років та старші. Медіана віку мешканця становила 40,5 року. На 100 осіб жіночої статі у переписній місцевості припадало 97,3 чоловіків;  на 100 жінок у віці від 18 років та старших — 96,0 чоловіків також старших 18 років.
Середній дохід на одне домашнє господарство  становив 131 974 долари США (медіана — 76 523), а середній дохід на одну сім'ю — 133 632 долари (медіана — 90 532). Медіана доходів становила 50 000 доларів для чоловіків та 53 833 долари для жінок. За межею бідності перебувало 12,2 % осіб, у тому числі 18,8 % дітей у віці до 18 років та 3,8 % осіб у віці 65 років та старших.
Цивільне працевлаштоване населення становило 2980 осіб. Основні галузі зайнятості: освіта, охорона здоров'я та соціальна допомога — 25,0 %, науковці, спеціалісти, менеджери — 16,1 %, мистецтво, розваги та відпочинок — 11,0 %, роздрібна торгівля — 9,2 %.